# عاشورا در هنر ایران

## قلم زنی و فلزکاری

### علم
نمونه هنر قلم زنی ایرانیان در ساخت علم‌های مخصوص عزاداری دیده شده می‌شود. علم چوب بلندی به ارتفاع ۵ یا ۶ متر است که سر آن پنجه‌ای برنجین می‌گذارند و پارچه‌های رنگین قیمتی بر آن می‌بندند. این شکل عمل در دوران مختلف و به مرور زمان تغییر و پیچیدگی بیشتری یافت. علم از آغاز در زمره وسایل جنگی بود اما پس از چندی به لوازم عزاداری راه یافت. قدیمی‌ترین علم‌های ایرانی در موزه توپکاپی استانبول نگاهداری می‌شود. این علم‌ها را شاه سلیم عثمانی پس از اشغال تبریز به استانبول انتقال داد.
علم‌های مورد استفاده در عزاداری از صفحه‌ای آهن به شکل تیغه‌ای باریک و بلند ساخته می‌شد که در راس آن علامت مذهبی تشیع نام الله یا نام الله و محمد، علی، فاطمه، حسن و حسین نقره کوبی یا کنده کاری می‌شد. تیغه باریک و بلند آهنین با صفحه‌ای مدور و بزرگتر در انتهای تیغه که دارای قابی فلزی بود خاتمه می‌یافت. دور این قاب را با سرهای اژدها می‌آراستند. دو اژدها با دهان باز که از به‌طور نمادین از ان حفاظت می‌کنند یا نماد عقوبت یزیدیان هستند. تصویر این علم‌های در مینیاتورهای قرن ۱۵ میلادی هم دیده می‌شود. این علم‌های روی دسته‌های چوبی یا فلزی قرار گرفته و در ابتدای دسته‌ها حمل می‌گردید. پیکره‌های دیگر فلزی نیز بر روی علم‌ها دیده می‌شود از جمله طاووس، پرنده، گلدان و طوطی، آهو و شیر.
شاردن در سفرنامه خود می‌نویسد: 
بسیار مشتاق دیدن یک قطعه بسیار مقدس و سخت گرانبها پیش مسلمانان که علم حضرت امام حسین علیه السلام است بودم.

هانری رنه دالمانی در سفرنامه خود می‌نویسد:
 در حال عبور از میدان عمومی شهر نیشابور به یک نوع منجنیقی برخوردیم که مانند وسایل ژیمناستیک بود و معلوم شد که شعار مقدسی است که در روز عاشورا آنرا با ارچه ابریشمی زینت داده و با تشریفات زیادی در محل می‌گردانند. این منجنیق نقاشی شده یا نوارهای مسی پوشانده شده بودو در میان آن وسایل روشنایی از قبیل لاله و غیره دیده می‌شد.

### پنجه
از هنر فلزکاری در ساخت پنجه نیز استفاده می‌شود.
گاسپاردوویل در سفرنامه‌اش می‌نویسد:
در عهد فتحعلیشاه بیرقهای بزرگ، سرخ است و بالای آن دستی از نقره می‌باشد که دست علی بن ابیطالب علیه السلام است. بیرقهای کوچک کبودو بالای آن نیزه زرینی است.
پنجه یکی از اسطوره‌های عزاداری شیعان است که نماد دستان بریده عباس بن علی در روز عاشورا یا نماد خمسه طیبه (پنج تن آل عبا) در تشیع به‌شمار می‌رود.

### ظروف آبخوری و سقاخانه
مراسم و شعایر مربوط به آب که جوهر حیات است فراوان می‌باشد و دراین میان سقاخانه از همه برجسته تر است. سقاخانه‌ها بیاد شهدای کربلا در بازارها، کوچه‌ها و… احداث می‌گردید. سقاخانه به نحو زیبایی از سنگ یا فلز ساخته می‌شد. دستی که در بالای آن قرار دارد اشاره دست عباس بن علی می‌باشد. نمونه ابتدایی سقاخانه در تکیه‌ها منبع آبی بود که در استرآباد وجود داشت و بر روی آن نوشته شده بود: «بنوش آب و شمر بدبخت و یزید نجس را لعنت کن.»

### جام چهل کلید
جامی برنجی که با نقوش و زمینه مشکی با دست کنده کاری شده ظاهراً در دوران پیش از صفویه موجود نبود ه‌است. از این جام که بر روی آن آیاتی از قرآن و اسامی چهارده معصوم و دعای نادعلی نوشته شده بود برای استخراج طالع و گشودن بخت و.. استفاده می‌کردند. نمونه‌ای از آن در موزه آلبرت در لندن نگهداری می‌شود.

### لوحه‌های دعا و زیارت عاشورا
در موزه آستان قدس رضوی نمونه‌هایی از زیارت‌نامه‌های مختلف نگهداری می‌شود. که بر روی آن زیارت‌نامه‌های ائمه از جمله سیدالشهدا نگاشته شده ست.

### زره
نگارش و کنده کاری آیات قرآن اسما خدا و ائمه بر روی زره‌های سربازان ایرانی دیده می‌شود.

### سایر
اثرگذاری عاشورا در ساخت بسیاری دیگر از وسایل فلزی ایرانیان از جمله ابزارهای رزمی همچون شمشیر، سپر، کلاه خود و… دیده می‌شود که نمونه‌های آن در موزه‌های مختلف قابل ملاحظه‌است.

## مینیاتور
مهمهترین نمونه هنر مینیاتور مرتبط با عاشورا تابلو عصر عاشورا اثر محمود فرشچیان است.